# Trichotaphe phaeothina
Trichotaphe phaeothina is een vlinder uit de familie tastermotten (Gelechiidae). De wetenschappelijke naam van deze soort is voor het eerst geldig gepubliceerd in 1940 door Ghesquière.
De soort komt voor in tropisch Afrika.